# Tenório
Tenório est une ville brésilienne du centre de l'État de la Paraíba.
Sa population était estimée à 2 806 habitants en 2007. La municipalité s'étend sur 105 km2.